# Tulipa patens
Tulipa patens là một loài thực vật có hoa trong họ Liliaceae. Loài này được C.Agardh ex Schult. & Schult.f. miêu tả khoa học đầu tiên năm 1829.